# معدن نمک خیرا
معدن نمک خهورا (یا معدن نمک مایو) در خره، شمال پیند دادان خان، یک بخش اداری از ناحیه جلوم، منطقه پنجاب، پاکستان است. این معدن در رشته نمک، فلات پوتوهار، که از دشت هندو- گنگتی سرچشمه می‌گیرد قرار دارد، و دومین معدن بزرگ در جهان است. 
این معدن به دلیل تولید نمک صورتی رنگ خره که اغلب به عنوان نمک هیمالیا به بازار عرضه می‌شود، مشهور است و یکی از جاذبه‌های گردشگری مهم است و سالانه ۲۵۰۰۰۰ بازدید کننده را به خود جذب می‌کند. تاریخچه آن به کشفش توسط سربازان اسکندر در سال ۳۲۰ قبل از میلاد بر می گردد، اما تجارت آن در امپراتوری گورکانی آغاز شد. تونل اصلی در سطح زمین توسط H. Warth، که یک مهندس معدن بود، در سال ۱۸۷۲ در زمان حکومت بریتانیا ساخته شد. پس از استقلال، BMR این معدن را تا سال ۱۹۵۶ در اختیار گرفت و سپس PIDC تا سال ۱۹۶۵ مالک معادن بود. پس از جنگ هند و پاکستان در سال ۱۹۶۵، WPIDC مدیریت معادن نمک را بر عهده گرفت و در سال ۱۹۷۴، شرکت توسعه معدنی پاکستان این معدن را که هنوز هم بزرگترین منبع نمک در کشور است، با تولید بیش از ۳۵۰۰۰۰ تن از حدود ۹۹٪ هالیت خالص در سال را در اختیار گرفت. برآورد ذخایر نمک در معدن از ۸۲ میلیون تن تا ۶۰۰ میلیون تن متغیر است.

## زمین‌شناسی
این سازند زمین‌شناسی از یک لایه پایه از هالیت کریستالی تشکیل شده‌است که با نمک‌های پتاس ترکیب شده‌است. این لایه پایه توسط مارن گچی پوشانده شده‌است که توسط بسترهای بین لایه ای از گچ و دولومیت با درزهای نادر از سنگ نفت پوشیده شده‌است. این طبقات بین ۲۰۰ تا ۵۰۰ متر (۶۶۰ تا ۱٬۶۴۰ فوت) سنگ‌های رسوبی نئوپروتروزوییک تا ائوسن که همراه با سازند سلسله‌ای نمکی بالا رفته و فرسایش یافته‌اند تا محدوده نمکی را در لبه جنوبی فلات پوتوهار ایجاد کنند.
پالینومورف‌ها (ریزفسیل‌های آلی) برای استنباط در مورد سن سازند رشته نمک و لایه‌های نمکی آن که در معدن نمک خهرا در معرض دید قرار گرفته‌اند، استفاده شده‌است. به عنوان مثال، هنگام کار با سازمان زمین‌شناسی هند در دهه‌های ۱۹۳۰ و ۱۹۴۰، بیربال صحنی گزارش داد که شواهدی از آنژیوسپرم‌ها، ژیمنوسپرم‌ها و حشرات در داخل معدن پیدا کرده‌است که به نظر او منشأ آن‌ها از دوره ائوسن است. با این حال، بر اساس داده‌های زمین‌شناسی اضافی، تحقیقات بعدی به این نتیجه رسیدند که این پالینومورف‌ها آلاینده بودند.

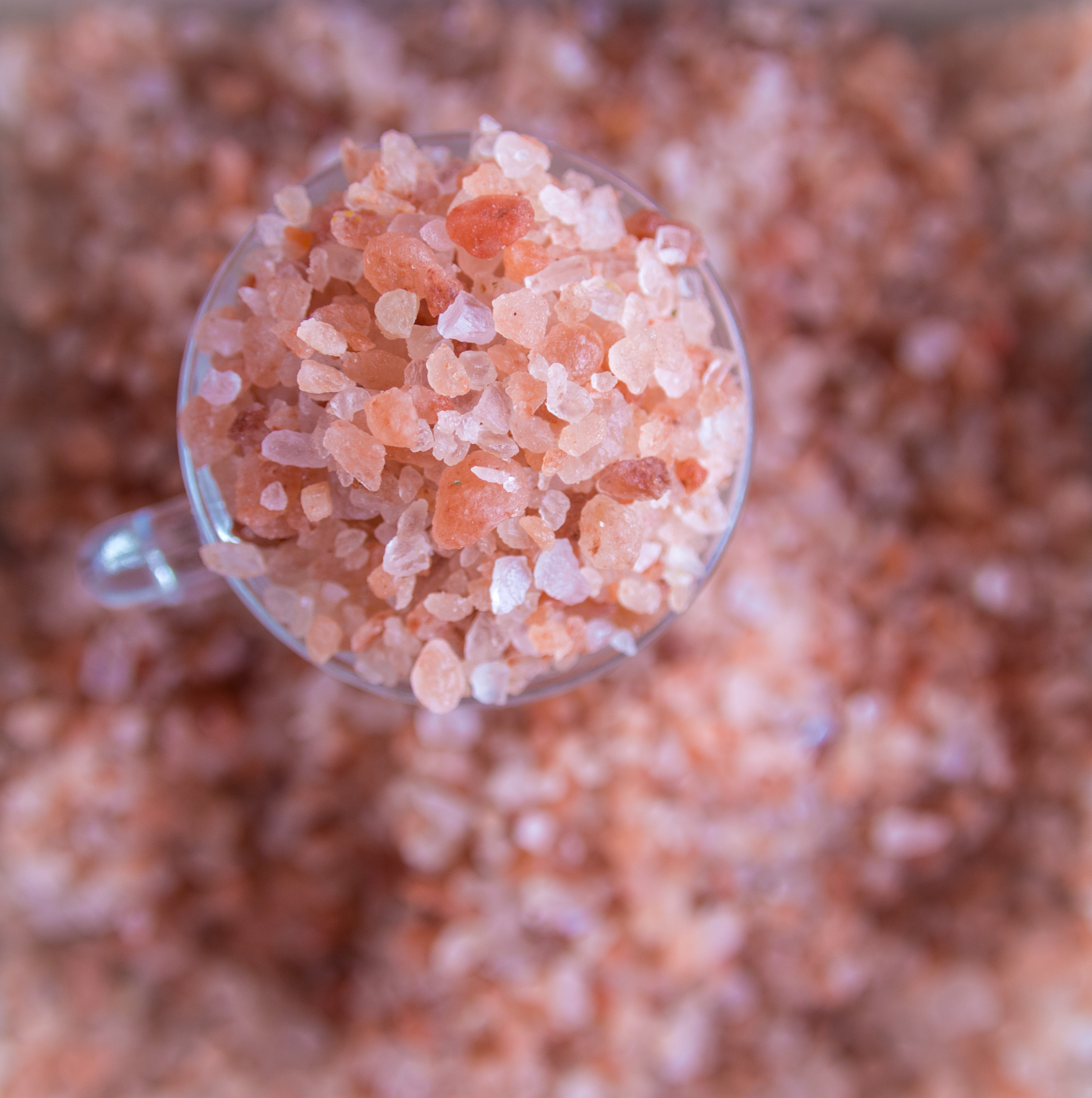
این معدن به دلیل تولید نمک صورتی رنگ معروف است.

## محل
معدن نمک خیرادر تحصیل پند دادن خان ناحیه جهلم است. حدود ۱۶۰ کیلومتر (۱۰۰ مایل) از اسلام‌آباد و لاهور، از طریق بزرگراه M-2، در حدود ۳۰ کیلومتری (۲۰ مایلی) از تقاطع لیلا قابل دسترسی است. این معدن در کوه‌هایی است که بخشی از یک رشته نمک هستند، یک سیستم کوهستانی غنی از مواد معدنی که حدود ۲۰۰ کیلومتر از رودخانه جهلم در جنوب فلات پوتوهار تا جایی که رودخانه جهلم به رودخانه سند می‌پیوندد امتداد دارد.